# آیبال رکوردز
آیبال رکوردز (انگلیسی: Eyeball Records) شرکت نشر موسیقی آمریکایی است، که در سال ۱۹۹۵ تأسیس شد.